# عدد دائري
العدد الدائري هو كل عدد صحيح (وليكن عدد أرقام ذاك العدد ر) ينتج نفسه متكررا (دائريا) إذا ضُرب في أي عدد حقيقي آخر باستثناء مضاعفات (ر+1) ثم أٰخذ آخر (ر) أرقام وأضيفت إلى باقي الأرقام.
أشهرهم 142857
مثلا 142857 وعدد أرقامه 6 فإذا ضرب في 13 يكون الناتج 1857141 فإذا أضيف آخر 6 أرقام 857141 إلى باقي الأرقام 1 يكون الناتج العدد الأصلي.

## مصدر
1. ↑  "معلومات عن عدد دائري على موقع mathworld.wolfram.com". mathworld.wolfram.com. مؤرشف من الأصل في 2019-06-30.

- youtube.com/user/numberphile